# Panarmónico

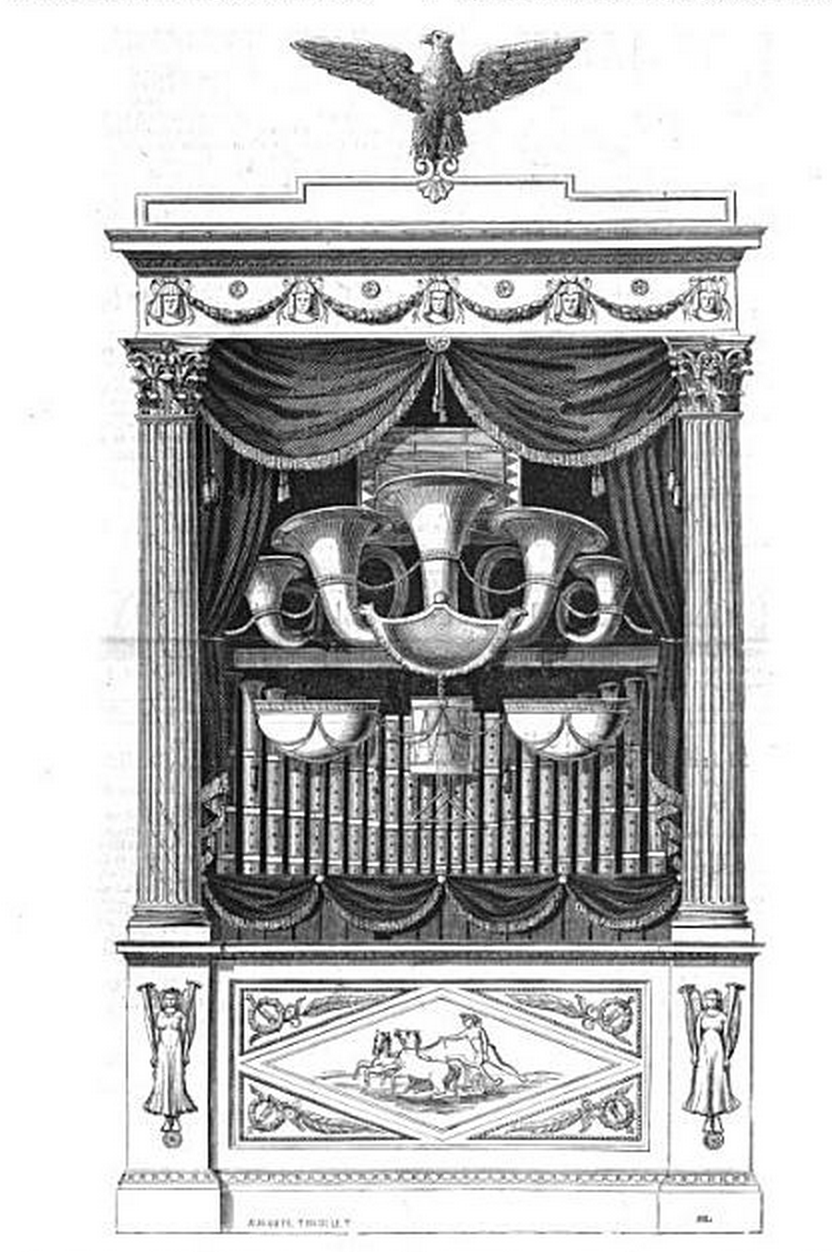
Panharmonicon
(L'Illustration, 25 de mayo de 1846)

El panarmónico, llamado también panarmonicón, panharmonicon, panharmonikon o fonarmónico, es un instrumento musical de teclado inventado en 1804 por Johann Nepomuk Mälzel.
Era una especie de teclado mecánico que automatizaba los sonidos de unos instrumentos mecánicos construidos por él. Los 42 instrumentos que formaban el panarmónico eran los mismos que habrían formado una orquesta militar: flauta, clarinete, trompeta, violín, violonchelo, percusión, clavicémbalo, triángulo. Todos ellos automáticos y controlados desde el panarmónico. El panarmónico sería una especie de primitivo procesador central que controlaba una serie de periféricos (los instrumentos musicales).
En 1813 Mälzel convenció a Beethoven para que compusiera una obra sinfónica para el nuevo instrumento. La reciente victoria del ejército aliado al mando del duque de Wellington en la Batalla de Vitoria (ocurrida el 21 de junio y con la que acabó la Guerra de independencia española) le proporciona a Beethoven un tema perfecto para la ocasión, al tratar el panarmónico de imitar los timbres y sonidos de una banda militar. Acabada en octubre del mismo año, La victoria de Wellington fue estrenada en concierto el 8 de diciembre, durante el cual se estrenó también la Séptima sinfonía.
Hasta la Segunda Guerra Mundial se conservaba un panarmónico en el Landesgewerbe Museum en Stuttgart, pero este fue destruido en 1942 durante un bombardeo.